# 内扎布迪内 (镇)
48°4′56″N 34°22′57″E / 48.08222°N 34.38250°E
内扎布迪内（烏克蘭語：Незабудине）是烏克蘭中部的村莊，隸屬第聶伯羅彼得羅夫斯克州的第聶伯羅區。該村距離涅扎布季涅、新馬爾伊夫卡和巴爾維諾克2公里，海拔高度127米，2001年人口206。